# Appomattox River
Pour les articles homonymes, voir Appomattox (homonymie).
L'Appomattox River est un affluent de la James River de 253 km de long situé dans l'État de Virginie aux États-Unis.

## Géographie
Il prend sa source dans le Piedmont à 16 km au nord-ouest de la ville éponyme, passe par le lac-réservoir de Chesdin et rejoint James River au début de son estuaire.